# 北條時政

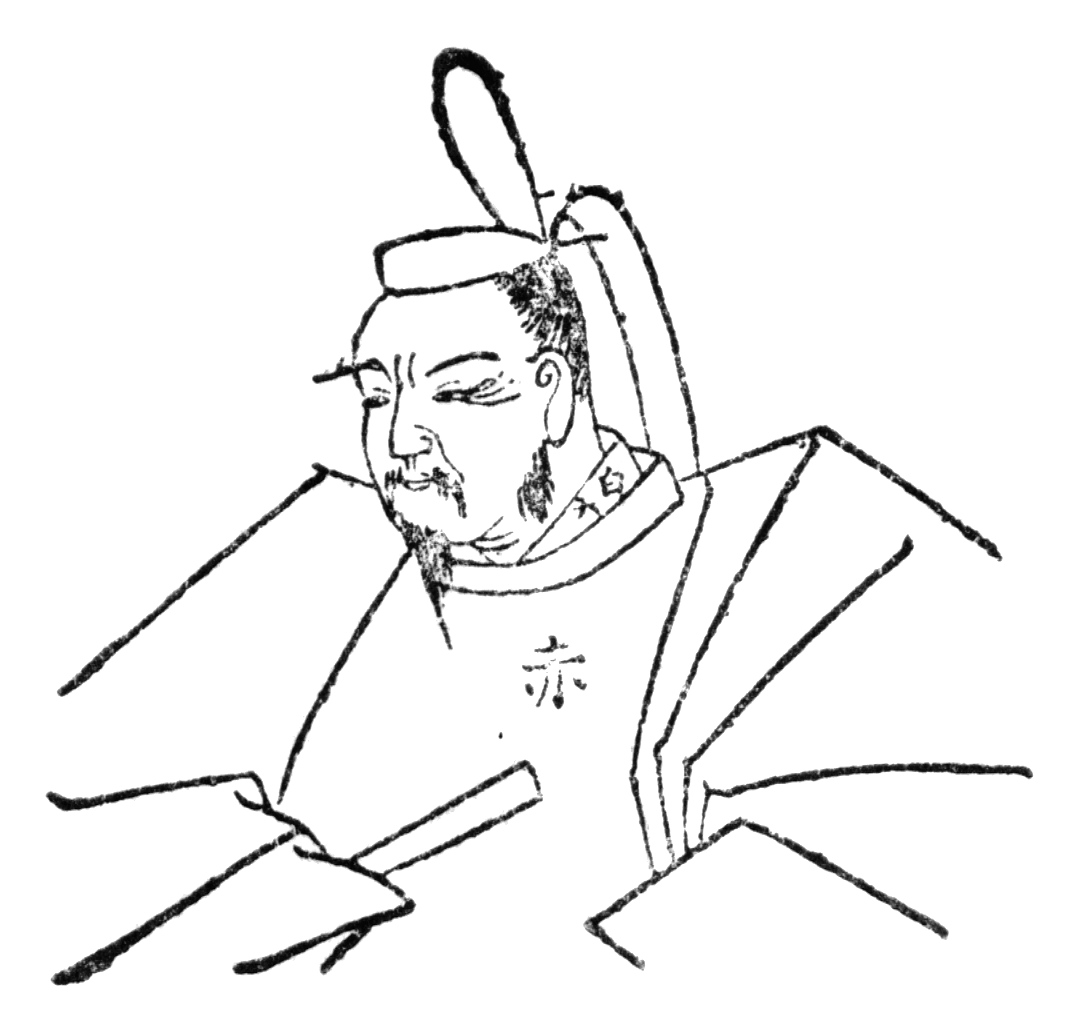
柳庵随筆（日本随筆大成第2期第9卷)時政。画：栗原信充

北條時政（日语：／ Hōjō Tokimasa，1138年—1215年2月16日）是平安時代末期及鎌倉時代早期武將。伊豆國當地豪族北條時方或北條時家之子。源賴朝之妻北條政子的父親。他是鎌倉幕府初代執權（1203年-1205年）。

## 生平
源賴朝因為平治之亂而被流放到伊豆時，北條時政之岳父伊東祐親奉命監視其言行。源賴朝因此與北條時政的長女北條政子相識並結成夫婦。
治承四年（1180年），後白河法皇的第三皇子以仁王向日本各地的源氏族人發出討伐平家的令旨，北條時政與女婿源賴朝舉兵打敗平氏軍，佔據關東地區，以鎌倉為根據地，積聚力量。後來源賴朝消滅堂弟木曾義仲的勢力，（1185年）在壇之浦之戰中最終消滅平家的勢力。
文治元年（1185年），源平合戰結束後，源賴朝留守鎌倉。他指派北條時政任京都守護與朝廷交涉，爭取在全國各地設守護和地頭，以掌握地方軍權及政權。建久三年（1192年）源賴朝出任征夷大將軍。此後在朝廷之下建立半獨立的鎌倉幕府。
建久十年（1199年）源賴朝死後，源賴家繼任成為鎌倉幕府第二代將軍。 建仁三年（1203年）北條時政剷除源賴家岳父比企能員及賴家的長子源一幡，並將賴家妻族比企氏滅族，同時又廢黜了源賴家將軍之職，流放他到伊豆修禪寺(位於今靜岡縣伊豆市)中幽禁。北條時政立賴家之弟、年僅12歲的源實朝為鎌倉幕府第三代將軍，自為幕府政所別當（幕府最高行政機關的首長），開始稱為鎌倉幕府執權，代將軍掌管幕府實權。元久元年（1204年），北條時政又派遣刺客暗殺源賴家。
元久二年（1205年），北條時政又平定了有力御家人畠山重忠、畠山重保父子的叛亂，同年8月，受後妻牧之方等的慫恿，陰謀殺害源實朝，而另立女婿平賀朝雅為將軍，但遭其女北條政子、其子北條義時的反對而失敗，北條時政從此退隱出家，法名明盛。平賀朝雅被北條義時派人殺害，而北條義時成為第二代執權。建保三年（1215年）北條時政逝世，享壽78歲。

## 系譜
- 父：北条時方（或時兼）
- 母：伊豆掾伴為房之女
- 妻：伊東入道之女
  - 子：北条宗時（?-1180）
  - 女：阿波局（?-1227）（阿野全成之妻）
  - 子：北条義時（1163-1224）
- 妻：牧之方
  - 女：平賀朝雅、源国通之妻
  - 女：滋野井実宣之妻（?-1216）
  - 女：宇都宮賴綱之妻
  - 子：北条政範（1189-1204）
- 生母不明
  - 女：政子（1157-1225）（源頼朝之妻）
  - 女：時子（?-1196）（足利義兼之妻）
  - 女：稻毛女房
  - 女：畠山重忠、足利義純之妻
  - 子：北条時房（1175-1240）
  - 女：坊門忠清之妻
  - 女：河野通信之妻
  - 女：大岡時親之妻

### 系图（時政以前）
- 貞盛 — 維将 — 維時 — 直方 — 雲範 — 時直 — 時家 — 時方 — 時政 （野津本）
- 貞盛 — 維将 — 維時 — 直方 — 聖範 — 時直 — 時家 — 時方 — 時政 （尊卑分脈）
- 貞盛 — 維将 — 維時 — 直方 — 維方 — 聖範 — 時家 — 時兼 — 時政 （中条家文書）
- 貞盛 — 維将 — 維時 — 直方 — 維方 — 時方 — 時家 — 時政 （系图纂要）
- 貞盛 — 維将 — 維時 — 直方 — 維方 — 時方 — 時兼 — 時家 — 時政 （指宿氏系图）
- 貞盛 — 維将 — 維時 — 直方 — 維方 — 盛方 — 聖範 — 時家 — 時兼 — 時政 （野辺文書）
- 貞盛 — 維将 — 維時 — 直方 — 維方 — 盛方 — 時家 — 時兼 — 時政 （妙本寺本）
- 貞盛 — 維将 — 維時 — 直方 — 維方 — 盛方 — 時家 — 時方 — 時政 （正宗寺本）
- 貞盛 — 維時 — 直方 — 維方 — 時方 — 時家 — 時政 （續群書類從）
- 貞盛 — 維時 — 直方 — 維方 — 時方 — 時家 — 時兼 — 時政 （入来院家所藏）
- 貞盛 — 維時 — 直方 — 維方 — 時方 — 時家 — 時政 （延慶本平家物語）
- 貞盛 — 維時 — 直方 — 維方 — 俊則 — 時家 — 時方 — 時政 （山門文書）
- 貞盛 — 維衡 — 維度 — 維盛 — 盛基 — 貞時 — 時家 — 時包 — 時政 （源平闘諍録）

## 授予偏諱者
- 曾我時致（烏帽子親）
- 武田信政（烏帽子親）

## 相关作品

### 电影
- 『修禪寺物語』（1955年、松竹） - 演：東野英治郎
- 『富士に立つ若武者』（1961年、東映） - 演：三島雅夫

### 电视剧
- 『北条政子』（1970年、朝日电视台） - 演：三島雅夫
- 『草燃』（1979年、NHK大河剧） - 演：金田龍之介
- 『鎌倉殿的13人』（2022年、NHK大河剧） - 演：坂東彌十郎